# Blood Bros.
Cet article possède un paronyme, voir Blood Brothers.
Blood Bros. est un jeu vidéo de tir à la troisième personne développé par TAD, sorti en 1990 sur borne d'arcade. C'est la suite de Cabal (1988).

## Portage annulé
Une adaptation de Blood Bros. était en développement pour la Super Nintendo mais M. Fusaki, le game designer principal, a été victime d'un accident vasculaire cérébral l'ayant forcé à quitter l'entreprise et en conséquence, le portage fut annulé.